# Carlos Mancheno

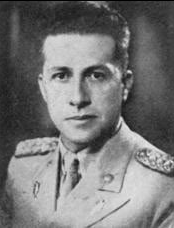
Carlos Mancheno Cajas

Carlos Mancheno Cajas (* 9. Oktober 1902 in Riobamba; † 11. Oktober 1996) war ein ecuadorianischer Militär und vom 25. bis zum 31. August 1947 Diktator seines Landes.
Mancheno spielte eine wichtige Rolle in der „Glorreichen Revolution“ von 1944 und war anschließend Verteidigungsminister im Kabinett von José María Velasco Ibarra. Kurze Zeit später stürzte er Velasco Ibarra, erklärte die Verfassung von 1906 für gültig und erklärte, mit den besten Männern aller Parteien regieren zu wollen. Es gelang ihm jedoch nicht, eine Regierung zu bilden, da schnell Aufstände gegen seine Herrschaft entstanden, die nach kurzen Gefechten in Ambato zu seiner Abdankung zugunsten des Triumvirats Luis Larrea Alba, Humberto Albornoz und Luis Maldonado Tamayo führten. Das Triumvirat erklärte nach nur zwei Tagen den vormaligen Vizepräsidenten Mariano Suárez, also den verfassungsgemäßen Nachfolger Velasco Ibarras, zum neuen Präsidenten. Mancheno hatte sich in die Botschaft Venezuelas geflüchtet.